# Lapa do Lobo
Lapa do Lobo ist eine Gemeinde (Freguesia) im portugiesischen Kreis Nelas. In ihr lebten 682 Einwohner (Stand 19. April 2021).